# 比利亚图埃尔达
比利亚图埃尔达，是西班牙卡斯蒂利亚-莱昂布尔戈斯省的一个市镇。总面积15平方公里，总人口61人（2001年），人口密度4人/平方公里。